# كيني بلاك
كيني بلاك (بالإنجليزية: Kenny Black)‏ (29 نوفمبر 1963 في المملكة المتحدة - ) هو مدرب كرة قدم ولاعب كرة قدم إسكتلندي في مركز الوسط. لعب مع ريث روفرز ونادي بورتسموث ونادي رينجرز ونادي ماذرويل وهارت أوف ميدلوثيان ونادي أردريونيانز وأردريونيانز.

## وصلات خارجية
- كيني بلاك على موقع قاعدة بيانات كرة القدم.إي يو (الإنجليزية)